# Chi Dẻ Trùng Khánh
Chi Dẻ Trùng Khánh (danh pháp khoa học là Castanea), là chi thực vật thuộc họ Fagaceae, chi này gồm có 8-9 loài, chủ yếu là các loài rụng lá, hoặc là cây bụi. Chúng chủ yếu phân bố ở khu vực ôn đới của Bắc bán cầu. Quả của các loài này đều có chứa nhiều tinh bột, có thể ăn được.

## Loài
Trong chi này có 4 loài dẻ phổ biến, đó là: dẻ Nhật Bản, dẻ Trung Quốc, dẻ châu Âu (dẻ thơm), dẻ châu Mỹ:
- Castanea alnifolia*
- Castanea crenata - Dẻ Nhật Bản
- Castanea dentata - Dẻ châu Mỹ
- Castanea henryi - Dẻ thóc
- Castanea mollissima - Dẻ Trùng Khánh
- Castanea ozarkensis
- Castanea pumila
- Castanea sativa: Dẻ thơm (ở Mỹ thường gọi là dẻ Tây Ban Nha) trong chi này là loài duy nhất ở châu Âu.
- Castanea seguinii

* một số nhà khoa học xem loài này và loài Castanea pumila là một

## Hình ảnh

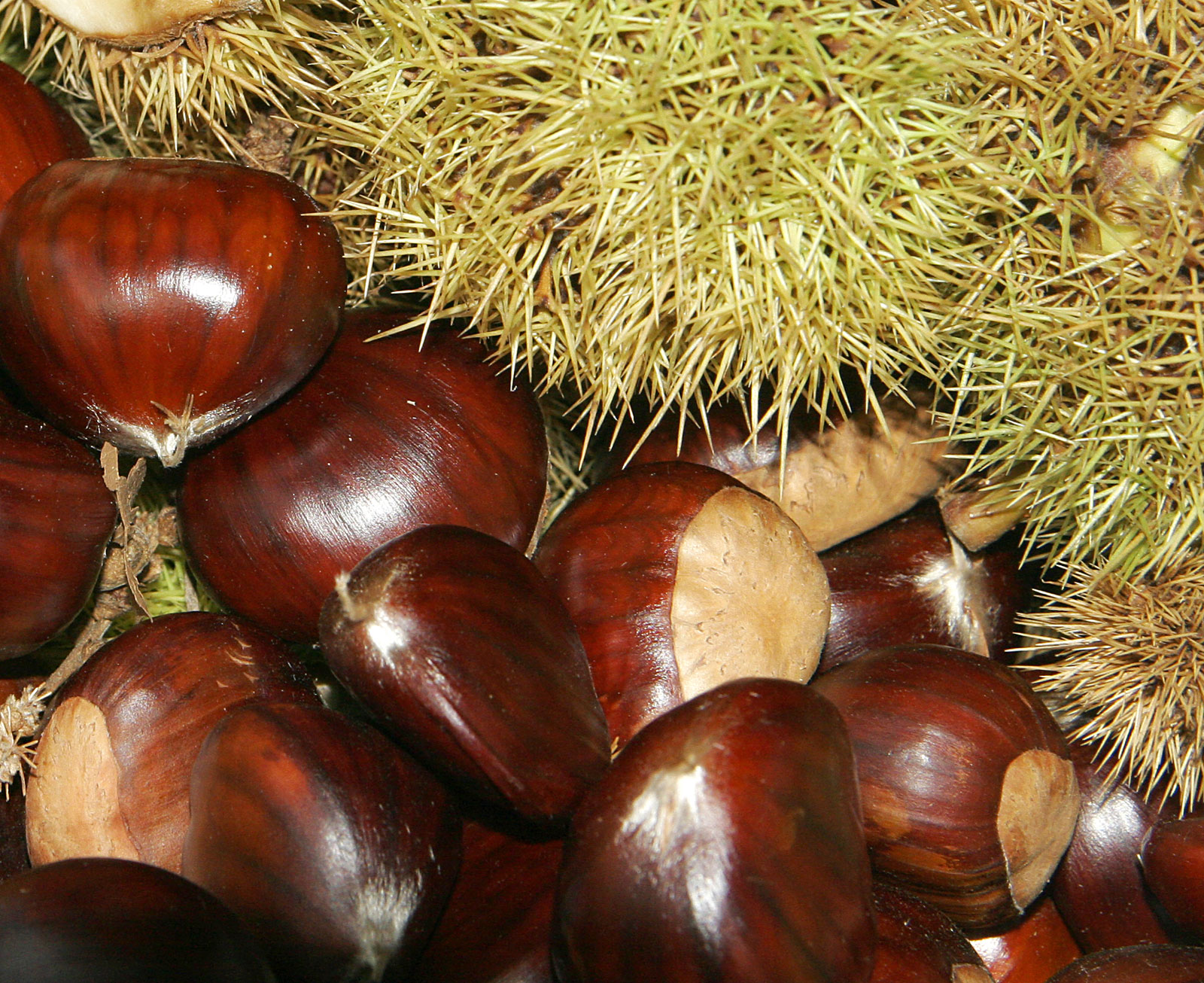
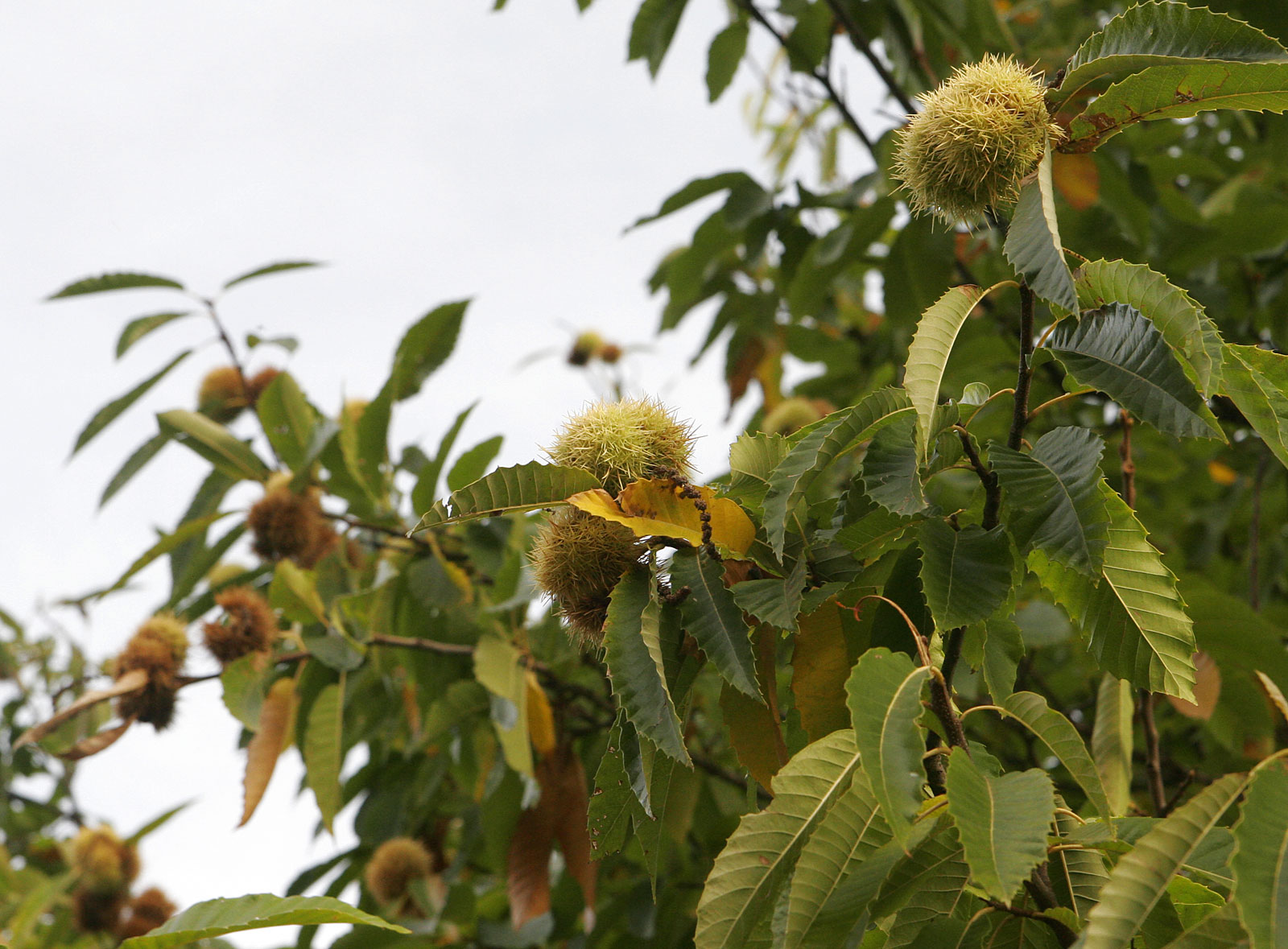
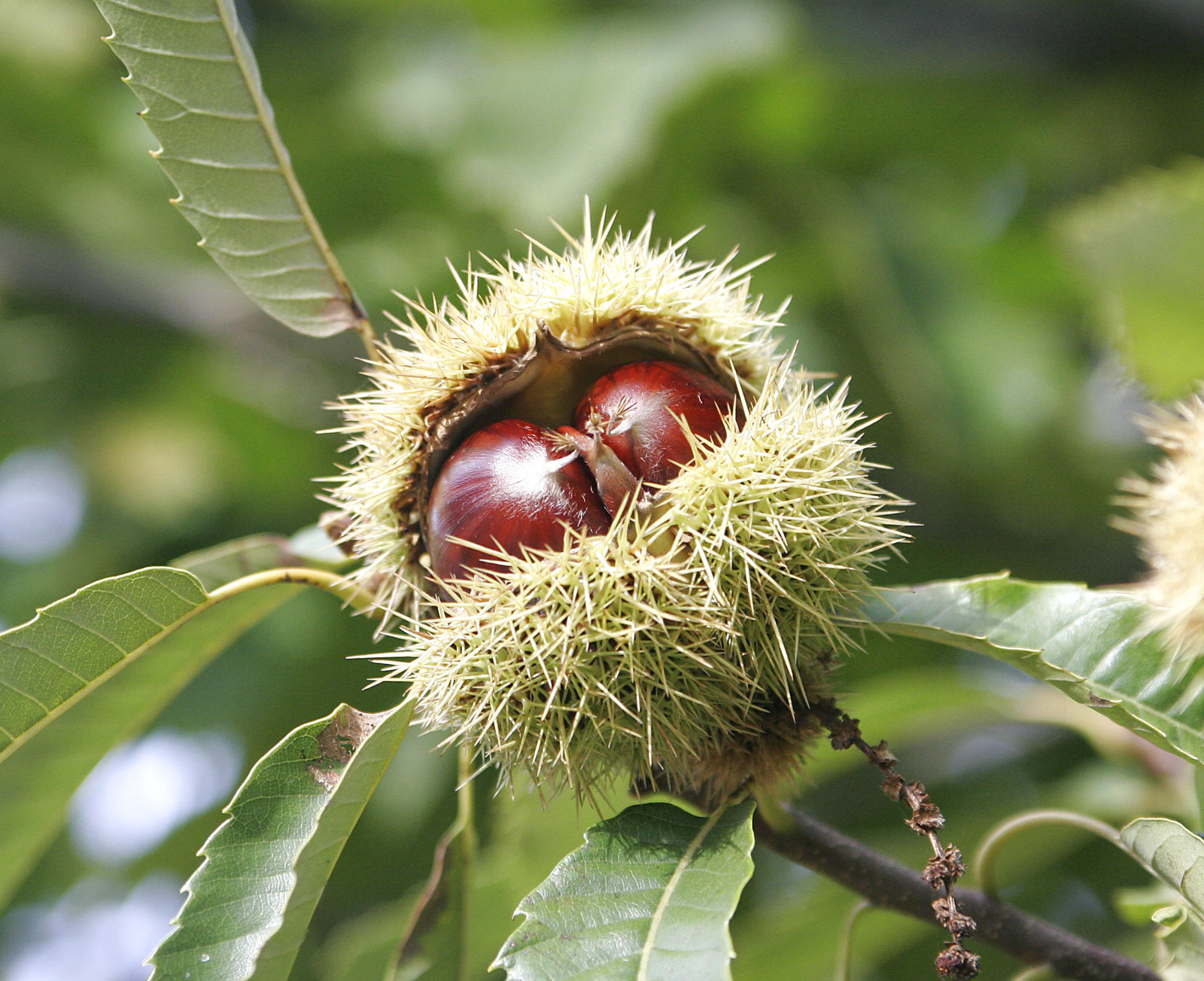
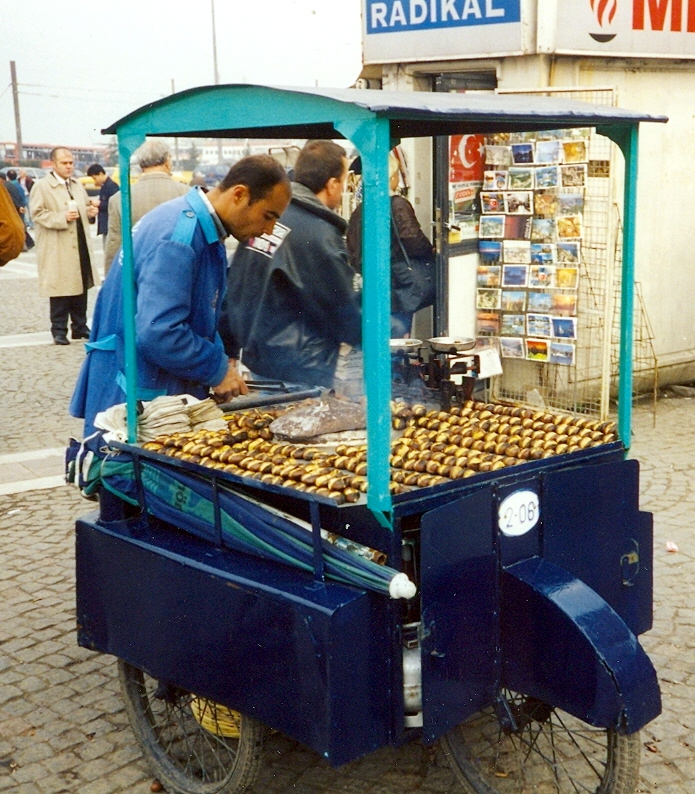